# Uche Eke
Uche Devon Eke (Maryland, 12 agosto 1997) è un ginnasta nigeriano e statunitense.

## Biografia
È nato nel Maryland negli Stati Uniti d'America. Ha origini nigeriane da parte paterna. Si è formato presso l'Università del Michigan, dove ha studiato ingegneria e si è allenato con la squadra di ginnasca universitaria. Ha optato per gareggiare per la nazionale nigeriana.
Ai Giochi panafricani di Rabat 2019 ha gareggiato nel concorso individuale, nel corpo libero, nel volteggio, nella sbarra, nel cavallo con maniglie e nelle parallele simmetriche. In queste ultime due specialità ha vinto rispettivamente la medaglia d'oro e quella di bronzo.
È stato il primo rappresentante della Nigeria a qualificarsi ai Giochi olimpici estivi nella ginnastica.

## Palmarès
- Giochi panafricani

Rabat 2019: oro nel cavallo con maniglie; bronzo nelle parallele simmetriche;
- Campionati africani

Il Cairo 2021: bronzo nel concorso individuale;